# Ардженьо
Ардженьо (итал. Argegno) — коммуна в Италии, располагается в регионе Ломбардия, в провинции Комо.
Население составляет 679 человека (март 2024 г.), плотность населения составляет 153 чел./км². Занимает площадь 4 км². Почтовый индекс — 22010. Телефонный код — 031.
Покровителем коммуны почитается Святая Троица, празднование в Троицын день.

## Демография
Динамика населения: